# Cissus spinosa
Cissus spinosa är en vinväxtart som beskrevs av Jacques Cambessèdes. Cissus spinosa ingår i släktet Cissus och familjen vinväxter. Inga underarter finns listade i Catalogue of Life.